# Lijst van rivieren in Italië

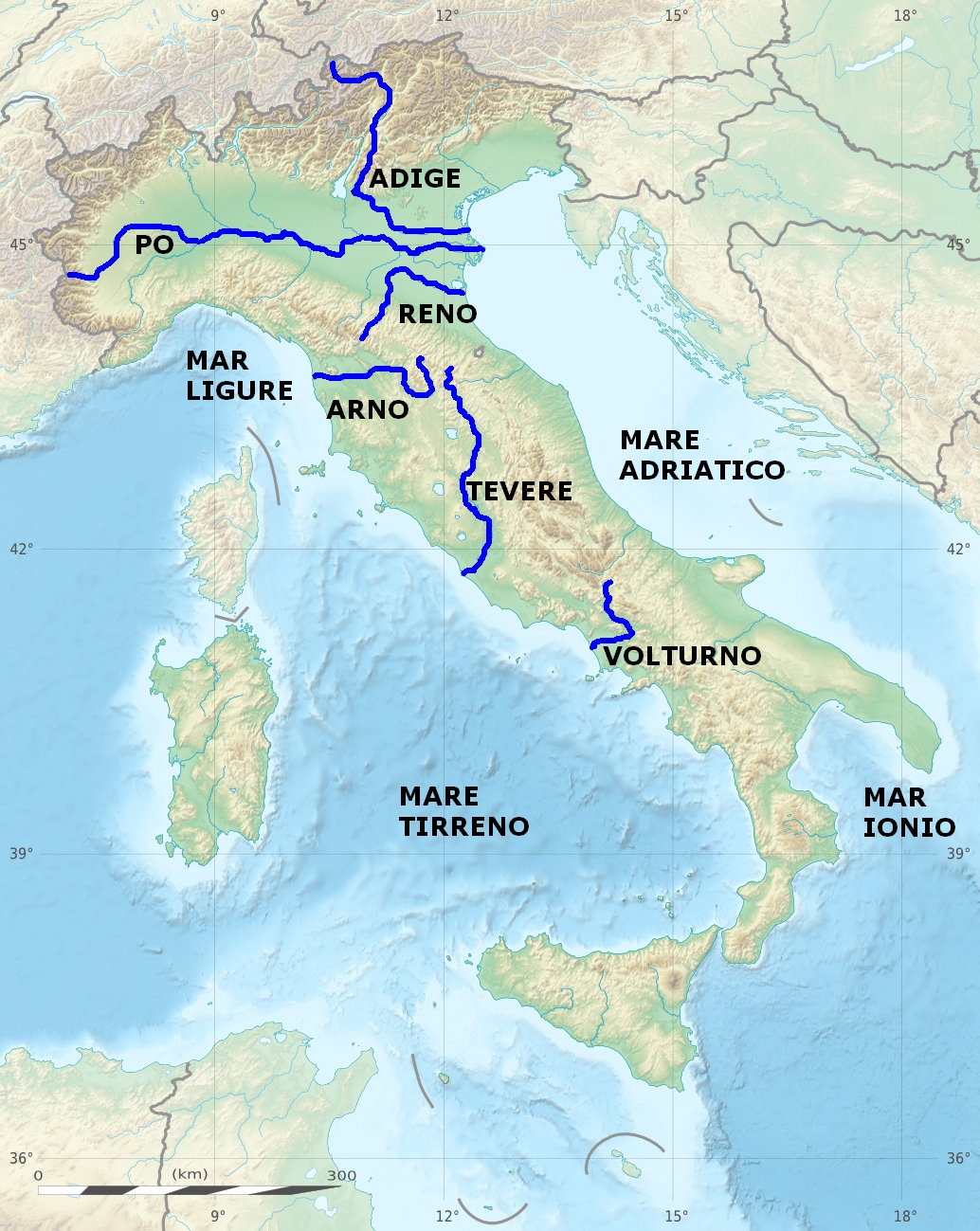
Grootste rivieren in Italië

Dit is een overzicht van de belangrijkste rivieren in Italië.

## Stromend naar de noordelijkeAdriatische Zee
| - Isonzo - Tagliamento - Fella - Livenza - Meschio - Monticano - Piave - Cordevole - Boite - Sile - Musone - Brenta - Cismon - Tergola - Bacchiglione - Retrone - Adige (Etsch) - Avisio - Noce - Eisack (Isarco) - Rienza - Talvera - Aurino - Rio Gadera - Passer | - Po - Panaro - Secchia - Conca - Mincio - Sarca - Oglio - Trobiolo - Chiese - Gorgone - Nozza - Mella - Enza - Parma - Taro - Arda - Adda - Serio - Romna - Brembo - Brembo di Mezzoldo - Brembo di Branzi - Lesina - Tornago - Imagna - Enna - Valsecca - Dordo - Sonna - Mera - Liro - Mallero - Gavia - Nure - Trebbia - Lambro - Olona | - - Tidone - Ticino - Toce - Anza - Diveria - Melezza - Maggia (in Zwitserland) - Moesa - Terdoppio - Staffora - Agogna - Curone - Scrivia - Tanaro - Bormida - Orba - Bormida di Millesimo - Bormida di Spigno - Belbo - Stura di Demonte - Sesia - Cervo - Elvo - Dora Baltea - Lys - Marmore - Grand Eyvia - Orco - Soana - Stura di Lanzo - Dora Riparia - Maira - Grana - Varaita - Pellice - Chisone |

## Stromend naar de zuidelijke Adriatische Zee
| - Reno - Senio - Santerno - Sillaro - Idice - Savena - Zena - Navile - Fiumi Uniti - Ronco - Savio - Rubicon - Marecchia - Foglia - Marano | - Conca - Metauro - Sarno - Cesano - Misa - Esino - Musone - Potenza - Chienti - Fiastra - Tenna - Aso - Tesino - Tronto - Tordino - Vomano | - Fino - Pescara - Aterno - Sagittario - Sangro - Trigno - Biferno - Fortore - Candelaro - Celone - Salsola - Trioto - Carapelle - Ofanto - Olivento |

## Stromend naar deIonische Zee
| - Bradano - Gravina - Basentello - Bilioso - Basento - Cavone - Agri - Sadro - Sinni - Sarmento - Serrapotamo | - Crati - Coscile - Trionto - Fiumenicà - Lipuda - Neto - Vitravo - Tàcina - Simeri - Alli - Corace - Lomato |

## Stromend naar de zuidelijkeTyrreense Zee
- Savuto
- Lao
- Noce
- Mingardo
- Alento
- Sele
  - Tanagro
  - Platano
  - Pergola
- Volturno
  - Calore
    - Tammaro
- Garigliano
  - Liri
    - Sacco

### De Tiber en zijrivieren
- Tiber
  - Aniene
  - Nera
    - Velino
      - Turano
      - Salt

  - Paglia
    - Chiani

  - Almone
  - Chiascio

## Stromend naar de noordelijke Tyrreense Zee
| - Arrone - Marta - Arrano - Fiora - Albegna - Ombrone - Orcia - Asso - Arbia - Farma - Cecina | - Arno - Era - Elsa - Pesa - Bisenzio - Sieve - Serchio - Magra - Vara - Lavagna - Bisagno - Arroscia - Roia |

## Sicilië
| - Alcantara - Simeto - Salso - Troina - Anapo - Cassibile - Tellaro - Irminio - Ippari - Dirillo - Imera settentrionale - Imera meridionale - Salso - Morello - Naro | - Platani - Magazzolo - Verdura - Carbo - Belice - Belice sinistro - Belice destro - Arena - Mazara - Marsala - Fiumefreddo - San Leonardo - Torto - Pollino - Tusa - San Fratelpollinolo |

## Sardinië
| - Flumendosa - Flumineddu (zijrivier van de Flumendosa) - Cedrino - Isalle - Flumineddu (zijrivier van de Cedrino) - Fiume di Posada - Rio Mannu (zijrivier van de Fiume di Posada) - Liscia | - Coghinas - Rio Mannu (zijrivier van de Coghinas) - Rio Mannu (Porto Torres) - Temo - Tirso - Toloro - Cixerri - Rio Mannu (Barumini) - Rio Mannu (Senorbì) |

## De grootste rivieren naar lengte
| De langste rivieren in Italië |             |                                             |
| Rivier                        | Lengte (km) | Regio                                       |
| Po                            | 652         | Piëmont, Lombardije, Emilia-Romagna, Veneto |
| Adige                         | 410         | Trentino-Zuid-Tirol, Veneto                 |
| Tiber                         | 405         | Emilia-Romagna, Toscane, Umbrië, Lazio      |
| Adda                          | 313         | Lombardije                                  |
| Oglio                         | 280         | Lombardije                                  |
| Tanaro                        | 276         | Piëmont, Ligurië                            |
| Ticino                        | 248         | Zwitserland, Piëmont, Lombardije            |
| Arno                          | 241         | Toscane                                     |
| Piave                         | 220         | Veneto                                      |
| Reno                          | 211         | Toscane, Emilia-Romagna                     |
| Volturno                      | 171         | Molise, Campania                            |
| Secchia                       | 171         | Emilia-Romagna, Lombardije                  |
| Tagliamento                   | 170         | Friuli-Venezia Giulia                       |
| Ombrone                       | 171         | Toscane                                     |
| Brenta                        | 160         | Trentino-Zuid-Tirol, Veneto                 |
| Chiese                        | 160         | Trentino-Zuid-Tirol, Lombardije             |
| Dora Baltea                   | 160         | Valle d'Aosta, Piëmont                      |